# 汉阳镇 (汉阴县)
汉阳镇，是中华人民共和国陕西省安康市汉阴县下辖的一个乡镇级行政单位。
2015年，陕西省民政厅批复同意撤销双坪镇，并入汉阳镇。

## 行政区划
汉阳镇下辖以下地区：
集镇社区、长岭村、泗发村、健康村、长新村、白庙村、泗团村、大坪村、鲤鱼村、交通村、天池村、金柏村、长红村、金红村、大坝村、松林村、肖家坝村、双坪村、磨坝村和笔架村。